# Wei Qing
Dans ce nom chinois, le nom de famille, Wei, précède le nom personnel.
Pour les articles homonymes, voir Wei.
Wei Qing, né Zheng Qing à Linfen, dans l'actuelle province du Shanxi et mort en 106 av. J.-C. est un général chinois, de la dynastie Han. Demi-frère de l'impératrice Wei Zifu, femme de l'empereur Wu, il s'est fait connaître par ses campagnes militaires menées contre les Xiongnu, un peuple de nomades turcs.